# On My Own
Ne doit pas être confondu avec Out Here on My Own.
Singles par Patti LaBelle
Stir It Up
(1985) Oh, People
(1986)
Singles par Michael McDonald
No Lookin' Back
(1985) Sweet Freedom
(1986)
On My Own est une ballade pop RnB écrite et composée par Burt Bacharach et Carole Bayer Sager et interprétée en duo par les artistes américains Patti LaBelle et Michael McDonald. Sortie en single le 22 mars 1986, elle est extraite de l'album de Patti LaBelle Winner in You.
Elle connaît un succès international, se classant en tête des ventes aux États-Unis, au Canada en Irlande et aux Pays-Bas.
Pour ses deux interprètes, il s'agit du plus grand succès de leur carrière solo respective. Patti LaBelle fut membre du trio vocal Labelle et Michael McDonald du groupe The Doobie Brothers.
La chanson parle d'un couple vivant séparé après une rupture. Chacun vit de son côté dans la mélancolie.
C'est Patti LaBelle qui a choisi Michael McDonald pour l'interpréter avec elle. Ils ont enregistré séparément, dans deux studios différents.
Le clip, réalisé par Mick Haggerty, montre Patti LaBelle filmée à New York et Michael McDonald sur la côte ouest des États-Unis en utilisant l'effet de l'écran divisé (split screen).

## Distinction
On My Own a reçu une nomination pour le Grammy Award de la meilleure prestation vocale pop d'un duo ou groupe.

## Classements hebdomadaires
| Classement (1986)                      | Meilleure position |
| -------------------------------------- | ------------------ |
| Afrique du Sud (Springbok Radio)       | 2                  |
| Allemagne (GfK Entertainment)          | 18                 |
| Australie (Kent Music Report)          | 12                 |
| Autriche (Ö3 Austria Top 40)           | 20                 |
| Belgique (Flandre Ultratop 50 Singles) | 3                  |
| Canada (RPM 100 Singles)               | 1                  |
| États-Unis (Billboard Hot 100)         | 1                  |
| États-Unis (Hot R&B/Hip-Hop Songs)     | 1                  |
| Irlande (IRMA)                         | 1                  |
| Italie (FIMI)                          | 43                 |
| Nouvelle-Zélande (RMNZ)                | 4                  |
| Pays-Bas (Nederlandse Top 40)          | 2                  |
| Pays-Bas (Single Top 100)              | 1                  |
| Royaume-Uni (UK Singles Chart)         | 2                  |
| Suède (Sverigetopplistan)              | 15                 |

## Certifications
| Pays                  | Certification | Unités certifiées |
| --------------------- | ------------- | ----------------- |
| Canada (Music Canada) | Or            | 100 000           |
| États-Unis (RIAA)     | Or            | 1 000 000         |
| Royaume-Uni (BPI)     | Argent        | 250 000           |

## Reprises
On My Own a été reprise par la chanteuse américaine Reba McEntire dont la version est entrée dans les classements de musique country aux États-Unis et au Canada en 1995,. Sheena Easton l'a aussi enregistrée.